# Sisworo Gautama Putra
Sisworo Gautama Putra (26 de maig de 1938 - 5 de gener de 1993) va ser un director de cinema i guionista indonesi, més conegut pel seu treball en el gènere pel·lícula de terror.

## Biografia
Nascut a Kisaran a Sumatra Septentrional, Sisworo es va formar com a director l'any 1961. El 1962 va començar a treballar a l'estudi Gema Period Film. Va treballar com a director d'unitat de guionista, director de producció i després assistent de direcció.
El seu debut en solitari com a director va començar l'any 1972 amb la pel·lícula La venjança del nen haram, en la qual també va escriure el guió. Va ser un director d'èxit durant l'època daurada del cinema indonesi des dels anys setanta fins a principis dels noranta i sovint va dirigir pel·lícules de terror populars com ara Sundelbolong', Telaga Angker, i Nyi Ageng Ratu Pemika, sovint actors que treballen com Suzzanna, Ratno Timoer, Barry Prima i George Rudy.
La seva darrera pel·lícula, Misteri di Malam Pengantin, es va estrenar després de la seva mort el 5 de gener de 1993.

## Filmografia
- 1962 -	Tudjuh Prajurit
- 1963 -	Djakarta by Pass
- 1964 -	Ekspedisi Terakhir
- 1965 -	Buruh Pelabuhan
- 1970 -	Honey, Money and Djakarta Fair
- 1971 -	Di Udjung Badik
- 1972 -	Angkara Murka i Dendam si Anak Haram
- 1973 -	Marabunta i Manusia Terakhir
- 1976 -	Rajawali Sakti i Cinta Kasih Mama
- 1977 -	Papa i Dua Pendekar Pembelah Langit
- 1978 -	Primitif
- 1980 -	Aladin dan Lampu Wasiat i Pengabdi Setan
- 1981 -	Jaka Sembung Sang Penakluk, Srigala i Sundelbolong
- 1982 -	Nyi Blorong
- 1983 -	Nyi Ageng Ratu Pemikat i Perkawinan Nyi Blorong
- 1984 -	Usia Dalam Gejolak i Telaga Angker
- 1985 -	Bangunnya Nyi Roro Kidul i Ratu Sakti Calon Arang
- 1986 -	Malam Jumat Kliwon' i Petualangan Cinta Nyi Blorong
- 1987 -	Samson dan Delilah
- 1988 -	Malam Satu Suro, Malu-Malu Mau i Santet
- 1989 -	Wanita Harimau / Santet II ii Pusaka Penyebar Maut
- 1990 -	Titisan Dewi Ular
- 1991 -	Perjanjian di Malam Keramat i Ajian Ratu Laut Kidul
- 1992 -	Kembalinya si Janda Kembang
- 1993 -	Misteri di Malam Pengantin